# West Edmonton Mall
Le West Edmonton Mall (WEM), situé à Edmonton dans la province canadienne de l'Alberta, est le plus grand centre commercial de l'Amérique du Nord et l'un des lieux touristiques les plus importants de l'Ouest canadien.

## Histoire

Ancien logo du West Edmonton Mall, jusqu'en 2005

Créé par la famille Ghermezian, le West Edmonton Mall a ouvert ses portes au public le 15 septembre 1981. Le centre commercial a été agrandi trois fois depuis son ouverture en 1981, les travaux étant complétés en 1983 (2e phase), 1985 (3e phase) et 1999 (4e phase).
Le parc d'attractions du centre s'appelait d'abord Fantasyland, jusqu'à ce que Walt Disney Company ait poursuivi le centre commercial, affirmant posséder ce nom de marque qu'il utilise dans son Disneyland. WEM perdit le procès et dut renommer le parc Galaxyland. Cependant, le centre commercial put conserver le nom Fantasyland Hotel pour son hôtel situé sur les lieux.

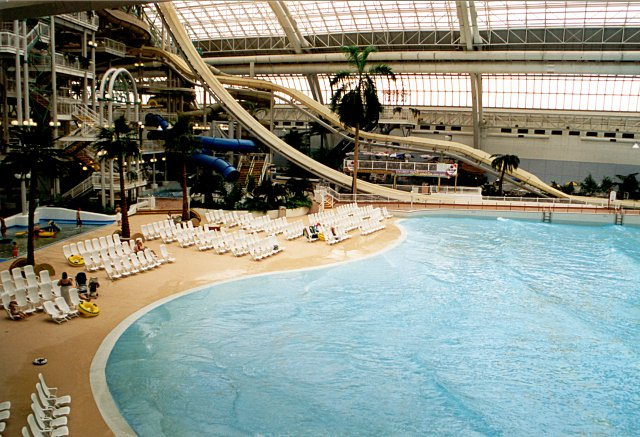
Parc aquatique dans West Edmonton Mall

Une petite portion du centre commercial fut endommagée le 11 juillet 2004 lorsqu'une tempête de grêle et de pluie fit tomber des toits et inonda les égouts, causant des millions de dollars de pertes, surtout autour du parc aquatique.
Des travaux de rénovation des zones commerciales du centre commercial ont débuté au printemps 2011. Les améliorations comprenaient notamment la transformation d'une fontaine à eau existante en fontaines dansantes musicales chorégraphiées, la décoration suspendue de roses en céramique dans la Rose Court à l'extérieur de Victoria's Secret et des gouttelettes d'huile en verre autour de la statue des Oilmen à l'extérieur de l'aire de restauration de la phase I. La plupart des rénovations ont été achevées en 2014.

## Caractéristiques
Le West Edmonton Mall est le site touristique le plus populaire de la province de l'Alberta. Situé dans la banlieue d'Edmonton, le West Edmonton Mall a une surface de 500 000 m2 et il a coûté 1,2 milliard de dollars canadiens pour sa construction. Plus de 900 magasins, parc d'amusement et services se trouvent aux deux premiers étages, dont 132 restaurants.
Le mall contient aussi des sections thématiques :
- Bourbon Street -- qui met en lumière des clubs et restaurants au goût de La Nouvelle-Orléans
- Boulevard Europa -- boutiques éclectiques dans une zone conçue pour ressembler à l'architecture des rues européennes.
- Chinatown-- des commerces asiatiques

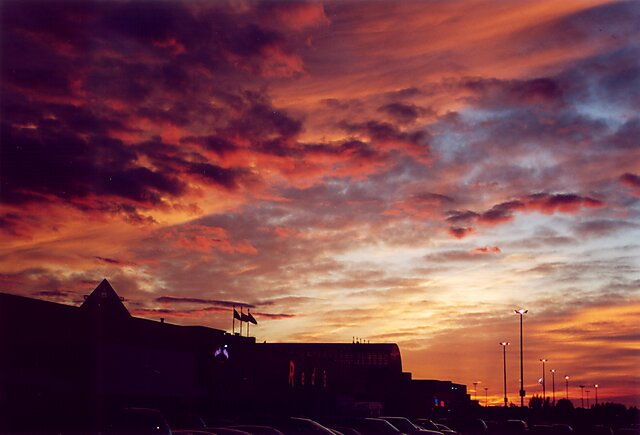
Coucher de soleil sur le West Edmonton Mall

## Enseignes
Beaucoup d'établissements louent des terrains (grands magasins), dont The Brick, London Drugs, Sportchek, Indigo Books and Music et Winners. Le grand magasin The Brick se trouve dans le coin nord-est, La Baie d'Hudson dans l'est et Winners/HomeSense dans le sud-ouest, à l'endroit qui jadis appartenait à Eaton's. Depuis 2003, le centre commercial a attiré un nombre croissant de chaînes de détaillants internationales, dont Old Navy, Abercrombie & Fitch, H&M, Victoria's Secret, Michael Kors, Lacoste et Swarovski.

## Divertissement
Galaxyland est un parc d'attractions situé près du milieu du centre commercial ; World Waterpark et WEM's Adventure Golf sont à l'extrême-ouest ; et Ice Palace est directement au centre. Le centre commercial a plus de 23 500 employés. De grandes aires de stationnement comprennent ensemble plus de 20 000 places de parking, la plus grande aire de stationnement du monde. Ce centre commercial est souvent appelé « la huitième merveille du monde » par les spécialistes du tourisme et il reçoit 22 millions de visites chaque année.
- Plusieurs cinémas (27 écrans au total)
- World Waterpark (le second plus grand parc aquatique intérieur du monde)
- Ice Palace (patinoire aussi grande que dans la LNH)
- Deep Sea Adventure / Sea Lions' Rock (le lac intérieur le plus profond du monde)
- Dîner-théâtre Jubilations